# Свята Литви
Усі офіційні свята в Литві встановлюються актами Сейму.

## Святкові дні
Офіційні свята в Литві, що означають вихідні дні:
| Дата                                       | Англійська назва                                                         | Місцева назва                                                                 | Зауваження |
| ------------------------------------------ | ------------------------------------------------------------------------ | ----------------------------------------------------------------------------- | --- |
| 1 січня                                    | Новий рік                                                                | Naujųjų metų diena                                                            | |
| 16 лютого                                  | День відновлення Литовської держави (1918)                               | Lietuvos valstybės atkūrimo diena                                             | |
| 11 березня                                 | День відновлення незалежності Литви (від Радянського Союзу, 1990)        | Lietuvos nepriklausomybės atkūrimo diena                                      | |
| Рухома неділя                              | Пасхальна неділя                                                         | Šv. Великос                                                                   | Перша неділя після повного місяця, що настає або найближчим часом після 21 березня. Відзначається воскресіння Ісуса |
| На наступний день після Великодньої неділі | Великодній понеділок                                                     | Antroji šv. Велика дієна                                                      | |
| 1 травня                                   | Міжнародний день трудящих                                                | Tarptautinė darbo diena                                                       | |
| Перша неділя травня                        | День матері                                                              | Motinos diena                                                                 | |
| Перша неділя червня                        | День батька                                                              | Tėvo diena                                                                    | |
| 24 червня                                  | День Іоанна [християнське ім’я], День роси [оригінальне язичницьке ім’я] | Rasos ir Joninių diena                                                        | Відзначається за переважно язичницькими традиціями. (він же: День літ, День святого Йонаси )                        |
| 6 липня                                    | День державності                                                         | Valstybės (Lietuvos karaliaus Mindaugo karūnavimo) ir Tautiškos giesmės diena | Відзначається коронація першого короля Міндовга та державний гімн Литви .                                           |
| 15 серпня                                  | Успенський день                                                          | Жоліне (Švč. Mergelės Marijos ėmimo į dangų diena)                            | |
| 1 листопада                                | День всіх святих                                                         | Visų šventųjų diena                                                           | |
| 2 листопада                                | День всіх душ                                                            | Mirusiųjų atminimo (Vėlinių) дієна                                            | |
| 24 грудня                                  | Святвечір                                                                | Šv. Кучіос                                                                    | |
| 25 та 26 грудня                            | Різдво                                                                   | Šv. Каледос                                                                   | Відзначається народження Ісуса                                                                                      |

## Дні пам’яті
Перелік інших дотримання (atmintinos dienos) встановлений законом і включає загалом 71 день  не враховуючи зазначених вище державних свят. 